# Aichi E16A
Die Aichi E16A Zuiun (jap. 瑞雲, dt. „günstige Wolke“; alliierter Codename Paul) war ein Aufklärer und Sturzkampfflugzeug der japanischen Marineluftwaffe im Zweiten Weltkrieg. Ungewöhnlich für ein Wasserflugzeug war die Rolle als Sturzkampfflugzeug und die in diesem Zusammenhang in den vorderen Schwimmerstreben eingebauten Sturzflugbremsen, die sich seitlich öffnen ließen. Sie löste die Aichi E13A ab.

## Entwicklung
Die E16A war als Wasserflugzeug mit zwei Schwimmern konstruiert. Insgesamt wurden 256 Exemplare gebaut, davon 3 E16A1-Prototypen und ein Prototyp für die mit einem stärkeren Motor geplante E13A2. Der Bau der ersten Prototypen erfolgte 1942, die Serienproduktion begann im Januar 1944 und lief bis zum Kriegsende im August 1945. Für einen effektiven Einsatz kam die Zuiun zu spät, und viele Flugzeuge wurden von Küstenbasen statt von Schiffen aus eingesetzt, insbesondere beim Kampf um die Philippinen ab Oktober 1944, wo das Muster in erheblichem Umfang auch für Kamikaze-Einsätze verwendet wurde.
Vorgesehen war der Bordeinsatz auf den umgebauten Schlachtschiffs-Hybridträgern der Ise-Klasse sowie dem Schweren Kreuzer Mogami, doch die späte Verfügbarkeit und Probleme mit dem Pilotentraining verhinderten praktische Einsätze von Schiffen aus. So operierte der Typ bei der 301. und der 634. Kokutai sowie der Yokosuka Kokutai von Küstenbasen aus.

## Technische Daten
| Kenngröße             | Daten Aichi E16A |
| --------------------- | --- |
| Besatzung             | 2 |
| Länge                 | 10,83 m |
| Höhe                  | 4,79 m |
| Spannweite            | 12,81 m |
| Flügelfläche          | 28,0 m² |
| Flügelstreckung       | 5,9 |
| Leermasse             | 2.945 kg |
| max. Startmasse       | 3.900 kg |
| Höchstgeschwindigkeit | 446 km/h |
| Dienstgipfelhöhe      | 10.000 m |
| Reichweite            | 2.400 km |
| Triebwerke            | E16A1: ein Mitsubishi MK8A Kinsei 51 oder Mitsubishi MK8D Kinsei 54; 956 kW (1280 PS) E16A2: ein Mitsubishi MK8P Kinsei 62; 1150 kW (1540 PS) |
| Bewaffnung            | zwei 20-mm-Kanonen Typ 99 Modell 2 in den Tragflächen und ein 7,7-mm-MG Typ 92 im hinteren Cockpit, 250 kg Bombenzuladung                     |